# نسبیت کلاسیک

## دید کلی
اگر ناظرهای متفاوت پدیده واحدی را بنگرند، دریافتهای آنان را نمی‌توان به نحو صحیحی مقایسه کرد، مگر اینکه نتایج هر ناظر به معیارهای مورد استفاده ناظرهای دیگر تبدیل شود. موضوع مثل ترجمه از زبانی به زبان دیگر است که در صورتی می‌توان مفاهیم دقیق زبانی را منتقل کرد که تعاریف فرهنگ لغت، مورد قبول افراد بیگانه باشد. 
به عنوان مثال، همه مردم جهان قبول دارند که یک کیلومتر برابر 0.62 مایل است. ریاضیدانان این موضوع را تبدیل از یک دستگاه به دستگاه دیگر می‌نامند و به کمک مجموعه‌ای از معادلات تبدیل، این کار را انجام می‌دهند. مکانیک کلاسیک (قبل از سال ۱۹۰۰)، با چنین معادلات تبدیلی، به آنچه می‌توان نسبیت نیوتنی گفت، مدت‌ها روی خوش نشان داد.

## یک مثال ساده
فرض کنید خط آهنی از جلگه‌های بزرگ عبور کند و هیچ‌گونه پیچ و خم یا تپه‌ای که بر سرعت ثابت آن تأثیر بگذارد، وجود نداشته باشد، اما خرابکاران، خط آهن را توسط دو بمب و در زمان‌ها و مکان‌های متفاوتی منفجر کرده باشند. این انفجارها توسط دو شخص متفاوت که یکی از آن دو رئیس ایستگاه و دیگری مسافر داخل قطار است، مشاهده می‌شود. ساعت‌های این دو هم‌زمان است و به محض این که قطار به سرعت از ایستگاه خارج می‌شود و به سرعت ثابت می‌رسد، هر یک از آن دو نفر می‌بیند که ساعت دقیقا برابر ۱۲ است. هر یک از دو ناظر هم وسیله‌هایی دارد که می‌تواند فاصله را اندازه‌گیری کند. 
وقتی که بمب‌ها منفجر می‌شوند، رئیس ایستگاه دو علامت x۱ و x۲ را به‌عنوان معرف فواصل دو انفجار از محل ایستگاه و T۱ و T۲ را به‌عنوان زمان انفجارها یادداشت می‌کند. فردی که در قطار واقع است و به‌سرعت، به طرف محل انفجار پیش می‌رود، علامتهای x۱ و x۲ را برای فاصله و T۱ و T۲ را برای زمان مربوط به خود می‌نویسد. 

## ناورداهای مکانیک کلاسیک
در مکانیک کلاسیک، زمان و فاصله دو مطلق مجزا و برای همه ناظرها تغییرناپذیر و یکسان هستند. بنابراین در مثال فوق، اگر رئیس ایستگاه به این نتیجه برسد که فاصله بین دو انفجار ده مایل است، ناظر واقع در قطار نیز باید به همین نتیجه برسد. اگر ناظر سوار بر قطار، زمان بین دو انفجار را ۳۵ دقیقه محاسبه کند، ناظر واقع در ایستگاه هم باید با این عدد موافق باشد. 
علاوه بر این، در چنین چارچوب مقایسه‌ای، فواصل زمانی و مکانی بین رویدادها باید برای همه ناظرها و بدون ارتباط به سرعت آن‌ها نسبت به یکدیگر یکسان باشد (سرعت نسبی). این موضوع به معادله تبدیل ساده‌ای منجر می‌شود که به‌وسیله آن می‌توان هر رویداد مربوط به هر دستگاه متحرک را به عنوان اشتقاق از هر دستگاه ثابت توضیح داد. این معادله تبدیل به عنوان تبدیلات گالیله معروف است. 

## اصل ناوردایی
اما علم خواسته دیگری را تحمیل می‌کند و آن اصل ناوردایی است. مطابق این اصل، تبدیل از یک دستگاه به دستگاه دیگر، نباید فقط بخاطر سهولت محاسبه به سرسری گرفتن قانون طبیعت منجر شود. این نوع تبدیل ریاضی علی‌الاصول به سه قانون حرکت نیوتونی و اصول پایستگی انرژی بیش از حد نزدیک نیست و تا اواسط قرن نوزدهم کسی به آن اعتراض نداشت. در آن هنگام ماکسول، بعد از کارهای تجربی مایکل فاراده، فیزیکدان بریتانیایی، دربارهٔ الکترومغناطیس، معادلات خود را ارائه کرد. 
بنابر معادلات ماکسول انتشار هر نوع تابش (از جمله نور) به شکل موج صورت می‌گیرد. وی نشان داد که سرعت نور ثابت و از حرکت منبع نور و حرکت ناظر مستقل است. اما اگر کسی بخواهد با استفاده از معادله تبدیل، مثال مربوط به خرابکاری سرعت نور را محاسبه کند، معلوم خواهد شد که سرعت محاسبه شده توسط مسافر، تا حدودی از سرعت بدست آمده توسط ناظر ثابت، کمتر است. این موضوع با تجارب عادی زندگی هم سازگار است و در مورد کلیه اشیای متحرک به نحو آشکاری صدق می‌کند و همانطور که فیزیکدانان قرن نوزدهم مدعی بودند، هرچه که ماکسول بر خلاف آن گفته، باید غلط باشد. 

## تایید نظریه ماکسول
در سال ۱۹۸۸ آلبرت مایکلسون و ادوارد مورلی، فیزیکدانان آمریکایی، آزمایشی برای تعیین اختلاف سرعت نور در جهت‌های متفاوت طرح کردند (آزمایش مایکلسون_مورلی). اگر سرعت نور برای یک ناظر متحرک فرق می‌کرد، باید آن‌ها می‌توانستند آن را با اندازه‌گیری سرعت نور نشان دهند و نتیجه را با مقدار بدست آمده در نظریه ماکسول، که برای تعیین سرعت زمین در فضا بکار می‌رود، مقایسه کنند، اما نتایج آزمایش نظریه ماکسول را تأیید کرد. 

## رهایی از تناقض
این تناقض فیزیک کلاسیک تا سال ۱۹۰۵ همچنان برقرار بود تا اینکه انیشتین با ارائه نظریه نسبیت خاص به این تناقض خاتمه داد و تحولی عظیم در فیزیک به وجود آورد. انیشتین کار خود را با دو فرض اساسی آغاز کرد. فرض اول اینکه تمام قوانین طبیعت باید مستقل از حرکت نسبی ناظرهایی که با سرعت یکنواخت حرکت می‌کنند، بدون تغییر باقی بمانند. دوم اینکه سرعت نور، مستقل از حرکت نسبی ناظرها و مقداری ثابت است.